# Museu do Porto de Manaus
O Museu do Porto se localiza na Rua Vivaldo Lima, centro da cidade de Manaus, no Amazonas. Esse museu que está inserido no Conjunto Arquitetônico Portuário de Manaus, teve a construção do seu atual edifício em 1905. A obra foi realizada pelos ingleses de Manaus Harbour Limited, uma firma constituída em 1900, que explorava o porto de forma comercial. O Instituto do Patrimônio Histórico e Artístico Nacional (IPHAN) tombou o complexo em que a edificação do museu agora faz parte.
A Administração do Porto Privatizado de Manaus controla a instituição museológica. A instituição foi estabelecida apenas em 1981, idealizada e projetada pelo escritor Robério Braga e plantada pelo administrador da época, Fernando Lima Barbosa Vianna, com a intenção de que guardasse, extraoficialmente, mais ou menos, 300 peças.
O material do acervo do museu aborda os aspectos históricos, comercias e tecnológicos que faziam relação com as atividades portuárias da região, do começo do século XX à década de 50. Nesses aspectos é possível encontrar a história do porto de Manaus e a história sobre a navegação e o comércio no período áureo da borracha.
O acervo do museu, que funcionou como casa de máquinas no período de auge da economia gumífera no Amazonas, se encontra exposto em 8 ambientes diferentes: a casa de máquinas, o salão, as salas 1, 2, 3 e 4, o mezanino e a área externa, onde peças como âncoras, molinetes, cabeços e tornos (objetos pesados e "não perecíveis") estão expostas.

## Abandono do museu
Essa construção de características medievais e tijolos avermelhados atualmente se encontra abandonada e castigada pela ação do tempo, há mais de 17 anos. Sem a manutenção necessária, ela foi fechada com todo o acervo dentro do próprio edifício, sem qualquer previsão de abertura. O trem, uma das maiores peças da instituição, pode ser encontrado atualmente com marcas de deterioração no pátio. O terreno do museu também apresenta o cuidado ruim pelo qual está passando, com garrafas de vidro e outros recipientes no chão, objetos que acarretam a proliferação do mosquito Aedes aegypti, além de gramas e matos crescendo sem controle. As peças de dentro do prédio também se encontram deterioradas pelo clima e pela falta de manutenção. Elas já não carregam mais o mesmo brilho e a cor de antes, estão cobertas por pó e sujeira.